# Panos Koronaios
Panos Koronaios (in greco Πάνος Κορωναίος; Citera, 1809 – Atene, 17 gennaio 1899) è stato un generale e politico greco.
Durante la guerra di Crimea, fu capitano di una formazione di volontari greci che assistette i russi nell'assedio di Sebastopoli. Durante la rivolta cretese del 1866-1869, fu generale delle forze rivoluzionarie nella regione di Retimno.

## Biografia

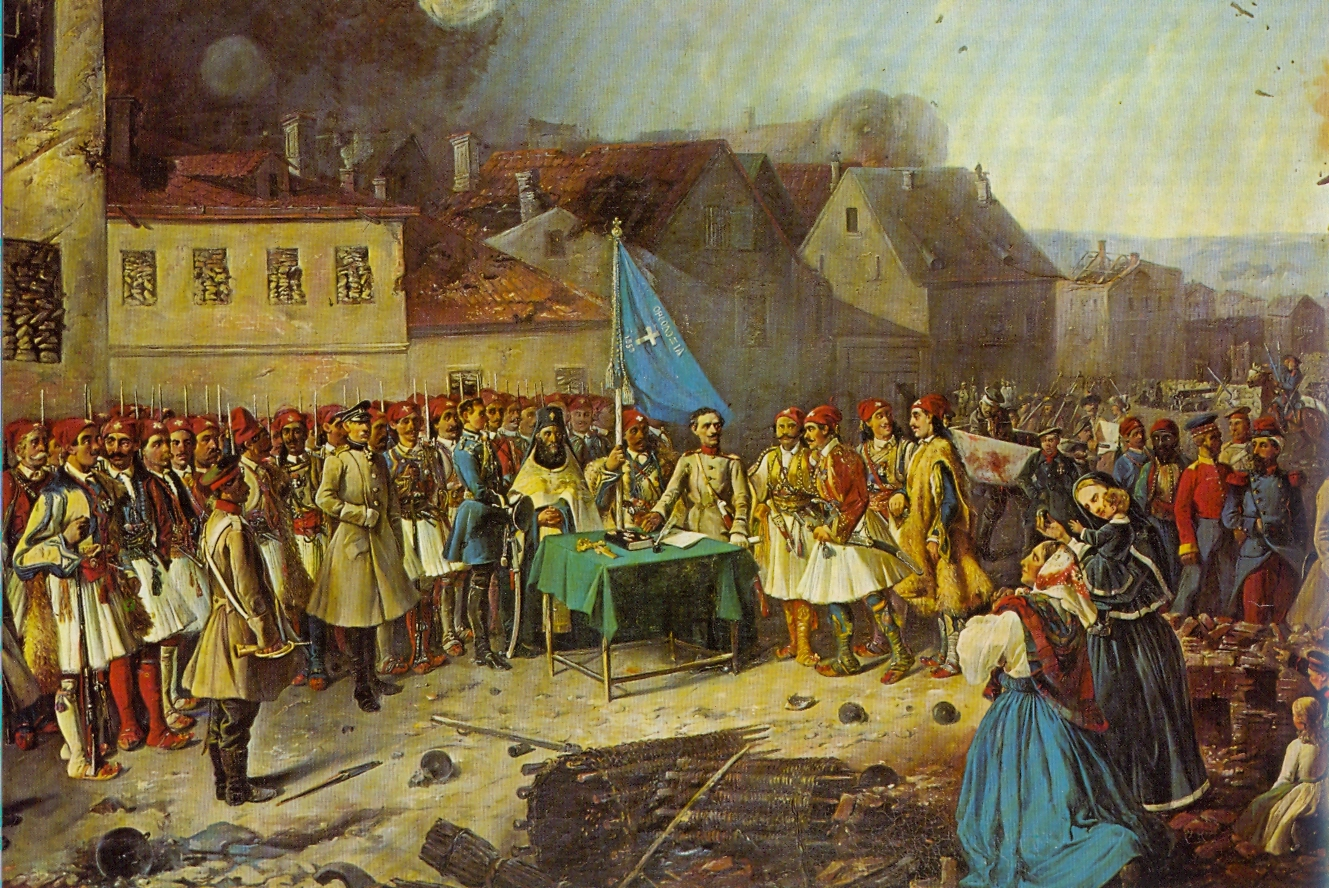
Koronaios e la legione greca all'assedio di Sebastopoli

Koronaios nacque nel 1809 sull'isola greca di Citera, all'epoca sotto il controllo britannico.
Nel luglio del 1831, fu tra i primi 8 luogotenenti diplomati della scuola per ufficiali istituita da Giovanni Capodistria e ricevette i gradi da Capodistria in persona. Nel 1844, durante il regno di Ottone di Grecia, prestò servizio nel corpo d'artiglieria col grado di tenente.
Con lo scoppio della guerra di Crimea, insieme a centinaia di volontari greci, si unì alla Legione greca dello zar Nicola I di Russia e prese parte alla difesa di Sebastopoli.
Nel maggio del 1861, già col grado di colonnello, venne accusato di congiura contro la monarchia bavarocratica di re Ottone ed imprigionato. Il 31 gennaio venne liberato dagli ufficiali ribelli di Nauplia. Il 21 maggio 1862, però, i ribelli vennero sconfitti dalle truppe reali e lo stesso Koronaios rimase ferito nel corso degli scontri e fatto nuovamente prigioniero.
Dopo la rivoluzione del 1862, Koronaios divenne membro dell'Assemblea nazionale. Nel maggio del 1863, Koronaios divenne ministro della guerra del governo greco, ma non ebbe il tempo di entrare nel suo incarico poiché scoppiarono ulteriori scontri militari ad Atene che continuarono poi sino al 21 giugno. L'ordine fu ripristinato dopo l'adozione della Costituzione del 1864 e Koronaios venne nominato a questo punto in pieno diritto al ruolo di ministro della guerra nel gabinetto dei ministri di Konstantinos Kanaris a partire dal 1864.
Nell'ottobre del 1866, i ribelli di Creta riuscirono a sconfiggere le truppe ottomane presso la città di Vrieses. Il maggiore generale Koronaios, col colonnello Ioannis Zimvrakakis, si portarono sull'isola in aiuto ai ribelli locali e con 800 volontari al loro seguito. Dopo la sconfitta subita a Wafa e l'arrivo di nuovi volontari, compresi i garibaldini e altri filelleni, i ribelli decisero il 12 ottobre di continuare comunque la lotta. Un totale di 45.000 soldati tra turchi ed egiziani si concentrarono nell'attaccare il monastero di Arkadi, quartier generale dei rivoltosi. I 400 insorti rimasti nel monastero, dopo una battaglia di due giorni, fecero saltare il deposito delle polveri e loro stessi. Koronaios, che si era limitato a dare dei consigli ai rivoltosi, i quali non li avevano ascoltati, aveva da tempo lasciato il campo ma non l'ideale: continuò a condurre la guerriglia sull'isola coi suoi volontari.
Il primo ministro Charilaos Trikoupis ed il generale Koronaios vennero inviati nel 1883 dal governo greco a capo di una missione militare in Francia per sovrintendere alle esercitazioni militari locali e ad apprendere le riforme dell'addestramento da riportare poi nell'esercito greco.
Dopo la "tragica commedia" della guerra greco-turca del 1897 e il ruolo sospetto tenuto dalla corte reale locale, Koronaios, ormai anziano, propose apertamente l'abolizione della monarchia e l'istituzione della repubblica.
Il generale Panos Koronaios morì ad Atene il 17 gennaio 1899.